# Platymantis cagayanensis
Platymantis cagayanensis è una specie di rana che appartiene alla famiglia Ceratobatrachidae. È un endemico delle Filippine, si può trovare sulla costa settentrionale dell'isola di Luzon e sull'isola di Palaui.

## Habitat
Diffusa nei luoghi umidi, i suoi habitat naturali sono la foresta montana e la foresta di pianura sia subtropicale che tropicale. È minacciata dalla perdita dell'habitat.